# Baptist Johann
Baptist Johann (* 12. April 1765 in Steinach (Bad Bocklet) als Johannes Michael Johann; † 26. September 1826 ebenda) war ein deutscher Augustiner-Pater (OSA) und Konstrukteur astronomischer Uhren.

## Leben
Er war der Sohn des Maurers Nikolaus Michael Johann und der Anna Heckel. Die Eltern scheinen erst nach Steinach eingewandert zu sein. Ein älterer Bruder war der Augustinerpater Alexius Johann (1753–1826), eine Schwester hieß Salome. Die Eltern hatten als „geistliche Vatersleute“ häufig Augustiner-Eremiten aus Münnerstadt auf ihrer Wanderschaft (Terminei) zu Gast, hatten also beste Kontakte zum Orden.
Michael Baptist stand als Jüngerer wohl immer im Schatten seines bekannteren älteren Bruders Nikolaus Alexius, weshalb auch die Quellenlage dürftiger ist. Doch auch er war musikalisch begabt und betätigte sich wie sein Bruder als Konstrukteur astronomischer Uhren.
Als 14-Jähriger kam Michael im Jahr 1779 – also zehn Jahre nach seinem älteren Bruder – ebenfalls an das vom Augustinerorden geleitete Johann-Philipp-von-Schönborn-Gymnasium in Münnerstadt. Am 23. April 1780 wird er Mitglied der marianischen Kongregation (Congregatio Mariae Virginis de Consolatione). Nach seiner gymnasialen Ausbildung begann er am 26. November 1784 mit dem theologischen Studium an der Universität Würzburg.
Anschließend trat er als Novize in das Münnerstädter Augustiner-Kloster ein. Doch schon 1786 schickten ihn seine Oberen zu ihren Brüdern ins Kloster nach Speyer, das wie jene in Münnerstadt und Mainz zur rheinisch-schwäbischen Ordensprovinz gehörte. Dort legte er am 21. Oktober 1786 das Ordensgelübde ab und wählte sich den Namen Johannes Baptista. Im Folgejahr 1787 schickte man ihn zur Vervollständigung seiner theologischen Studien ins Kloster nach Uttenweiler, wo er am 27. September 1789 die Priesterweihe erhielt und er als Beichtvater, Prediger und Organist erwähnt ist. Fünf Jahre später (1794) wurde Baptist nach Mainz versetzt, wo auch sein Bruder inzwischen schon wieder als Gymnasialprofessor tätig war. Fortan sollten beide bis zu ihrem Lebensende zusammenbleiben. 
Im Ruhestand und als Ex-Augustiner nahm sein Bruder Nikolaus Alexius am 1. Mai 1809 eine Anstellung als Pfarrer der Gemeinde St. Philippus und Jakobus in Heidesheim am Rhein an, wohin ihn Michael Johann als Vikar begleitete. Beide blieben bis ins Jahr 1821. Am 20. August 1821 bat Nikolaus das Bischöfliche Generalvikariat um seine endgültige Pensionierung, die den beiden Brüdern dann am 15. Oktober 1821 genehmigt wurde.
Daraufhin zogen sie gemeinsam wieder nach Mainz ins Haus des mit ihnen befreundeten Mathematik-Professors Mathias Metternich in der Großen Pfaffengasse. Im Mainzer Dom waren dann beide als Vikare tätig. Fünf Jahre später starb der ältere Bruder am 28. Juli 1826. Dieser vererbte dem Jüngeren seine erste große Weltuhr mit der Maßgabe, diese nach eigenem Ableben der Stadt Mainz zu überlassen. Nun allein, verlebte Michael Johann ab Mitte August, anscheinend bereits krank, die letzten ihm verbleibenden Tage in seinem Geburtsort Steinach, wohnte bei der Witwe Neugebauer, da das elterliche Anwesen nicht mehr in Familienbesitz war, und wurde von ihr gepflegt. Doch schon am 26. September desselben Jahres 1826 verstarb er – fast auf den Tag genau nur zwei Monate nach seinem älteren Bruder. Der Amtsarzt ließ in der Kirchenmatrikel vermerken: „Pater Johannes Michael Johann, pensionierter Augustiner und Dom-Vikar zu Mainz, Steinach Nr. 4, ledig, Blasenentzündung - Dr. Schmitt.“ Die Beerdigung war am 2. Oktober auf dem alten Steinacher Friedhof um die Pfarrkirche St. Nikolaus. Nur zwei Tage vor seinem Tod, am 24. September, hatte Johann sein Testament verfasst, das der Ortsvorsteher an das Königlich Bayerische Landgericht Münnerstadt weitergab. Die Testamentseröffnung wurde auf den 3. Oktober 1826 festgesetzt. Hierin verfügte er im Sinne seines Bruders: „4. Die große astronomische Uhr soll das bischöfliche Seminar in Mainz erhalten.“

### Uhrmacher
Spätestens in seinen Jahren in Mainz eignete sich Baptist Johann autodidaktisch umfangreiche Kenntnisse in Mathematik und Kosmologie sowie als Mechaniker und Techniker an, um – ebenfalls wie sein Bruder – als sogenannter „Priestermechaniker“ mehrere astronomische Uhren zu konstruieren. Heute sind – nach Feststellung Jürgen Abelers – sechs von Baptist konstruierte Wanduhren im Empire-Stil mit der Kennzeichnung Jean Baptiste Johann à Mayence bekannt, wovon in den 1970er Jahren noch mindestens vier in Privatbesitz nachgewiesen werden konnten. Eine befand sich in Besitz des Mainzer Musikverlegers Ludwig Strecker sen. (1853–1943). Eine andere gehörte dem Bistumsarchivar Franz Falk (1840–1909), eine dritte dem Konservator der Mainzer Gemäldegalerie, Dr. phil. Rudolf Busch.
Über eine vierte astronomische Pendeluhr, ursprünglich im Besitz des Mainzer Bischofs Johann Jakob Humann (1771–1834), schrieb Abeler: „Sie übertrifft die anderen Uhren in ihrer Indikation, da sie außer Stunde, Minute und Sekunde, den ewigen Kalender mit Datum und Monat, auch den Sonnenauf- und -untergang im Laufe des Jahres, den Mondlauf, das Frühlings- und Herbst-Aequinoktium, sowie das Sommer- und Winter-Solstitium angibt.“ Zwei der sechs Uhren befinden sich heute in Abelers Wuppertaler Uhrenmuseum.